# 스가노촌 (돗토리현)
스가노촌(菅野村)은 돗토리현 야즈군에 있던 촌이다. 1896년 3월 31일까지 핫토군에 속해있었다.

## 역사
- 1889년 10월 1일 - 정촌제 시행에 의해 핫토군 스가노촌이 성립하였다.
- 1896년 4월 1일 - 야카미군, 핫토군, 지즈군이 합병해 야즈군이 성립하여, 야즈군 스가노촌이 되었다
- 1909년 4월 1일 - 구치사지촌, 와카사촌과 합병해 와카사정(초대)이 성립하여, 동일 스가노촌은 폐지되었다.

## 교통
- 아카마쓰 가도: 현재는 구 가도를 따라 국도 29호선이 정비되어 있다.